# Кузовлева, Татьяна Евгеньевна
Татья́на Евге́ньевна Ку́зовлева (28 июля 1952, Пермь) — советский и российский балетовед, историк балета. Кандидат искусствоведения (1990).

## Биография
В 1979 году окончила театроведческий факультет Ленинградского государственного института театра, музыки и кинематографии.
С 1983 года — старший научный сотрудник и старший преподаватель Ленинградского института театра, музыки и кинематографии (ныне — Санкт-Петербургская государственная академия театрального искусства), доцент кафедры русского театра.

## Сочинения

### Книги
- Кузовлева Т. Алла Сизова. — Л.: ЛГАТОБ им. С. М. Кирова, 1984. — 24 с. — 10 000 экз.
- Кузовлева Т. «Бахчисарайский фонтан». История создания. — Л.: ЛГАТОБ им. С. М. Кирова, 1984.
- Кузовлева Т. Хореографические странствия Николая Боярчикова. — СПб.: Балтийские сезоны, 2005. — 240 с. — 1000 экз. — ISBN 5-902675-12-X.

### Избранные статьи
- Кузовлева Т. «Золушка» С. С. Прокофьева // Театр : журнал. — М., 1983. — № 6.
- Кузовлева Т. «Макбет» Николая Боярчикова // Театр : журнал. — М., 1985. — № 10.
- Кузовлева Т. Балетная эксцентриада // Театральная жизнь : журнал. — М., 1986. — № 16.
- Кузовлева Т. Дневник ушедшего с площади // В конце 1980-х (на ленинградской сцене): Сборник научных трудов. — Л.: ЛГИТМиК, 1989. — 173 с.
- Кузовлева Т. Законодатель мод — Леон Бакст // Московский наблюдатель : журнал. — М., 1991. — № 6.
- Кузовлева Т. Прогулка по «Петербургу» // Балет : журнал. — М., 1992. — № 2.
- Кузовлева Т. Балеты Прокофьева в прошлом и настоящем // Театр : журнал. — М., 1992. — № 7.
- Кузовлева Т. Учёный с мировым именем… переводит детективы // Мариинский театр : газета. — СПб., 1995. — № 11—12.
- Кузовлева Т. Божественная участь единиц… // Окно в балет : журнал. — СПб., 1996. — № 2. Архивировано 15 апреля 2009 года.
- Кузовлева Т. На балетных форумах: . . . в Санкт-Петербурге // Балет : журнал. — М., 1999. — № 1.
- Кузовлева Т. Идеи и образы балетов Николая Боярчикова // Петербургский театральный журнал : журнал. — СПб., 2000. — № 21.
- Кузовлева Т. О спектакле «Золушка» Марии Большаковой // Петербургский театральный журнал : журнал. — СПб., 2001. — № 26.
- Кузовлева Т. Маньеризмы Ратманского // Петербургский театральный журнал : журнал. — СПб., 2002. — № 27.
- Кузовлева Т. Три лика уходящей эпохи // Петербургский театральный журнал : журнал. — СПб., 2002. — № 28.
- Кузовлева Т. «Корабль дураков» // Петербургский театральный журнал : журнал. — СПб., 2002. — № 30.
- Кузовлева Т. Балетные гастроли // Петербургский театральный журнал : журнал. — СПб., 2002. — № 31.
- Кузовлева Т. Николай Боярчиков // Балет : журнал. — М., 2003. — № 4/5.
- Кузовлева Т. Паломничество в страну балета // Балет : журнал. — М., 2004. — № 2.
- Кузовлева Т. Портреты с комментариями // Петербургский театральный журнал : журнал. — СПб., 2007. — № 51.
- Кузовлева Т. Николай Боярчиков: "Спасти профессию хореографа" // Балет : журнал. — М., 2008. — № 1.
- Кузовлева Т. Горизонты балетных штудий (недоступная ссылка — история) // Musicus : журнал. — СПб., 2009. — № 4.

### Редактирование и составление
- Санкт-Петербургская государственная академия театрального искусства. Страницы истории. 1779—2009 / Кузовлева Т.. — СПб.: Береста, 2009. — 312 с. — 1000 экз. — ISBN 978-5-91492-063-7.